# Émile-José Fettweis
Émile-José Fettweis (Verviers, 4 juli 1927 - aldaar, 29 juni 2021) was een Belgisch architect en stedenbouwkundige die na de Tweede Wereldoorlog actief was in Verviers en omgeving. 

## Biografie
Fettweis' vader werkte in de textielnijverheid. Émile-José behaalde anno 1952 zijn architectendiploma in het Hoger Instituut voor Architectuur Sint-Lucas te Luik. Het jaar nadien, in 1953,  werd hij in deze school zelf docent. Hij onderwees er gedurende 43 jaren. Benevens zijn bezigheid als lesgever, was hij -onder de benaming: "Groep A"- van 1954 tot 1964 bedrijvig als architect, in samenwerking met H. Senne. Vervolgens had hij, vanaf 1964 tot 1987, te Verviers een zelfstandige praktijk. Aansluitend richtte hij een besloten vennootschap met beperkte aansprakelijkheid op, onder de naam : "BVBA Atelier voor architectuur en stedenbouw E.-J. Fettweis en vennoten".
Fettweis was tijdens de uitvoering van zijn beroep een bescheiden persoon die geenszins de aandacht van het grote publiek zocht. Zeer opvallend evenwel was de strijdlust en het doorzettingsvermogen waarmede hij zich gedurende de tweede helft van de 20-ste eeuw verzette tegen de bouw van een autosnelweg dwars doorheen de stad Verviers.
Fettweis overleed op 29 juni 2021 op 93-jarige leeftijd. 

## Oeuvre

### Aard
Fettweis was bekend voor :
1. renovatie van bestaande gebouwen,
2. modernistische ontwerpen van :
  - openbare en religieuze bouwwerken,
  - woonhuizen,
  - nijverheidsgebouwen.

### Selectie
- 1954: Heusy, Huis Gilissen. De bouw van deze woning werd bekroond met de Prijs Van de Ven 1956.
- 1958: Brussel, Wereldtentoonstelling. Paviljoen  «Jacques».
- 1966-1968: Verviers, Peltzer en Grétrylaan. Huis Lecat.
- 1970: Verviers, de Jehansterstraat. Kerk van Maria-Middelares.
- 1980-1985: Astenet (Walhorn), Himmelplatz 1. Kapel & gemeenschapshuis: Sint-Catharina van Siena.
- 1970: Louvain-la-Neuve. Studentenwoningen.
- 1970: Herbesthal, Tussenstraat (Frans: Rue Mitoyenne). Huis Grayet.
- 1978: Verviers, Séchevalstraat. Sociale woningen.
- Dolhain (Limburg), langsheen de Vesder. Renovatie van verscheidene gebouwen.
- Louvain-la-Neuve. Gebouw van de faculteit "Landbouwkunde" voor de Katholieke Universiteit, in samenwerking met architect Charles Vandenhove (°Teuven, 3 juli 1927).